# Burnout Dominator
Burnout Dominator је тркачка видео игра коју је развила EA UK и објавила Electronic Arts за Плејстејшн 2 и Плејстејшн Портабл. Задржао је основну игру серије, док се играчи тркају највећим брзинама кроз десетине Светских турнеја догађаја тестирајући технике вожње „безобзирне вештине“.  
Ово је једина Бурноут игра коју није развио Criterion Games, и прва Burnout игра у серији од Burnout 2: Point of Impact која не садржи „Crash Mode“. У време када је Dominator развијан, Criterion је био заузет радом на Burnout Paradise и чекао је да поново уведе мод у новом облику за последњи наслов.  Међутим, Criterion Games су наведени као „произвођачи ове игре“ у приручнику игре и наведени као програмери на званичном сајту Electronic Arts. Ово је такође била последња Burnout игра која је објављена и на Плејстејшн 2 и Плејстејшн Портабл. 

## Играње
Главни фокус у Burnout Dominator је повратак "прегоревања". Прегоревање је резултат пражњења комплетног мерача појачања без заустављања. Мерач појачања у Burnout Dominator је првенствено наранџасти пламен пре мерача пуног појачања, у ком тренутку пламен постаје плав (познат као "Supercharge Boost"). Опасна вожња док користите појачање компресора ће упалити стрелице на мерачу појачања, а када су све упаљене, може се добити Прегоревање када се тренутно појачање компресора испразни. Процес се може непрекидно понављати омогућавајући играчу да добије Burnout ланац. Пре Burnout Dominator, прегоревање је последњи пут виђено у Burnout 2: Point of Impact.
Карактеристике уклоњене из претходне игре, Burnout Revenge, укључују проверу саобраћаја (могућност налета на мања возила која иду у истом смеру као и возило играча), режим саобраћајног напада, режим судара (режим оријентисан на слагалицу, у којем је нечије возило доведен у раскрсницу пуну саобраћаја са циљем да изазове највећу могућу штету) и подршку за више играча на мрежи. Такође, за разлику од свих Burnout игара које је развио Criterion, Плејстејшн 2 верзија Burnout Dominator-а не подржава УСБ управљаче као што су Logitech Driving Force или Logitech Driving Force Pro.
Главни режим за једног играча познат као Светска турнеја је подељен у 7 различитих серија, на основу различитих класа аутомобила који су у игри. Серија је Classic, Factory, Tuned, Hot rod, Super, Race Specials и Dominator. Понуда возила је углавном нова са неким аутомобилима из претходна два Burnout наслова који су укључени у игру (као што су Custom Coupe Ultimate, Euro Circuit Racer и Works M-Type). Догађаји и нови изазови на светској турнеји укључују:
- Трка (стандардна трка за циљну линију)
- Road Rage (временски догађај где је циљ да се скине што више противничких возача)
- Елиминатор (слично трци, али возач на последњем месту сваких 30 секунди се елиминише из трке)
- Burning Lap (проба на време у једном кругу)
- Maniac Mode (овај режим укључује играче који возе што је могуће опасније да би зарадили највише могуће резултате тако што ће зарадити дрифтове, скок у ваздух, надолазеће и блиске промашаје)
- Grand Prix (догађај са три трке на различитим стазама, тркач са највише бодова на крају Grand Prix-а побеђује)
- Drift Challenge (режим изазова где је циљ да се дрифтом добије што више стопала)
- Near Miss Challenge (исто као и Drift Challenge, али се фокусира на уско недостајући саобраћај да бисте зарадили бодове)
- Burnout Challenge (исто као Drift Challenge, али се фокусира на добијање Burnouts) [6]

Други режим за једног играча у Burnout Dominator-у је познат као "Record Breaker", и овај режим омогућава да се подесе високи резултати за трку, Road Rage, Time Attack и Maniac Mode, без ограничења на одређене комбинације догађаја/локације/серије које постоје у режиму Светске турнеје. Упоредо са режимом Record Breaker, Плејстејшн Портабл верзија игре омогућава отпремање високих резултата преко опције Burnout HQ, која се може видети у одељку EA Nationна веб локацији Burnout Dominator. 
Верзија за Плејстејшн Портабл добила је садржај за преузимање у облику две додатне нумере, под називом Carnival City и Red Gate, засноване на Јужној Америци и Источној Европи. 

## Пријем
Burnout Dominator је добио „повољне“ рецензије на обе платформе према агрегатору прегледа видео игара Метакритик.  